# Prenanthes purpurea

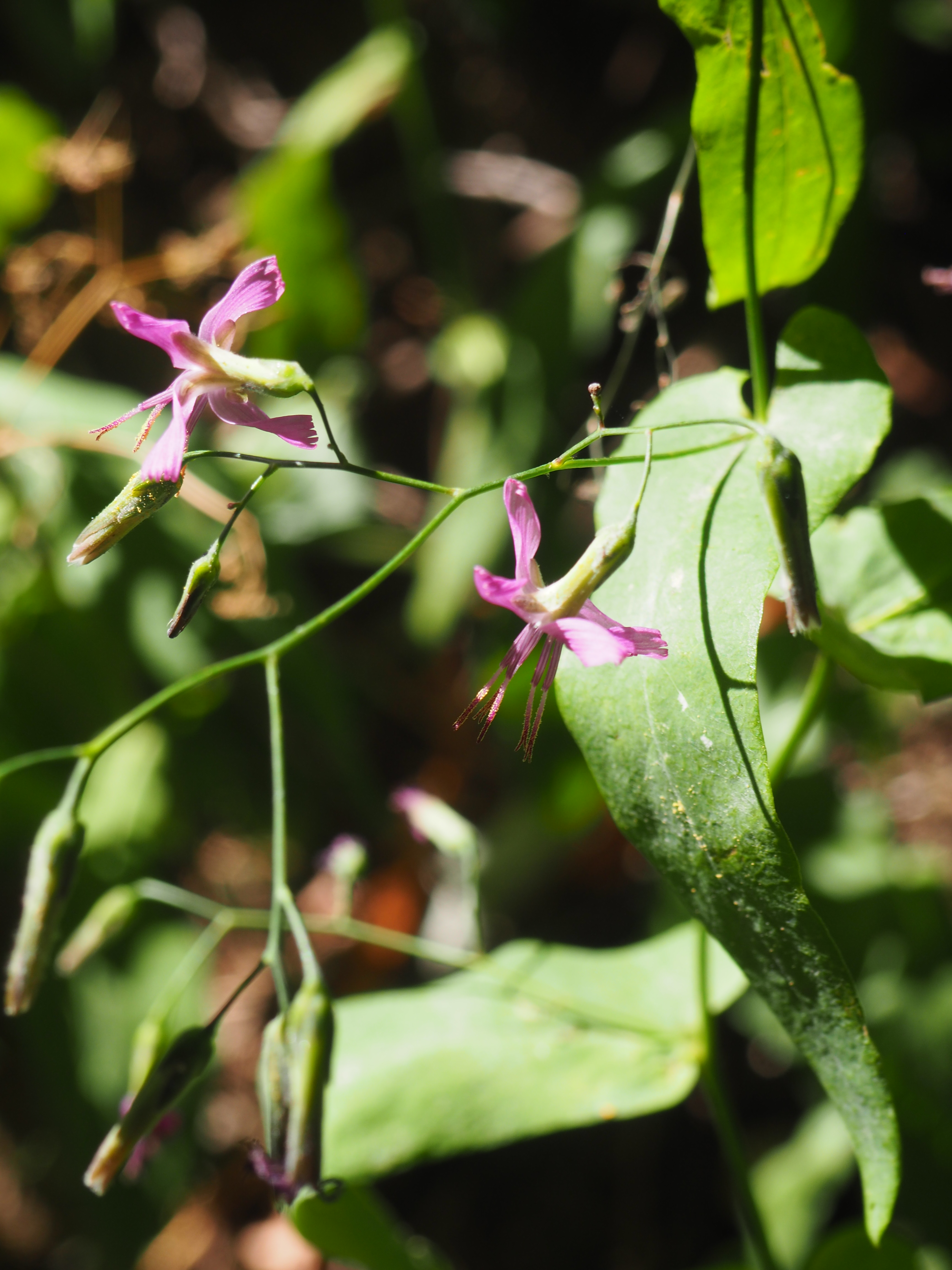
Prenanthes purpurea L.,detalle de las flores de cinco lígulas y flósculos, además de las hojas amplexicaules

Prenanthes purpurea es una planta herbácea de la familia Asteraceae.

## Descripción
Es una planta glabra, de porte esbelto (entre 50 cm y 1 m de alto) de hojas amplexicaules, auriculadas, verdeoscuras por el haz y envés glauco muy repartidas a lo largo del tallo e inflorescencia ramificada débil en la cima del tallo, con pequeñas flores rosa-purpúreas de cinco lígulas y otros tantos flósculos de longitud superior a las lígulas, colgantes y distribuidas en panículas, de floración disjunta.

## Distribución
Prenanthes purpurea se distribuye por las montañas del centro y sur de Europa, con mayor frecuencia en Alpes y más dispersa en Apeninos. En España se encuentra en Pirineos y de forma mucho más rara y aislada en los montes de Álava, Cadena Costero Catalana y en localidades tan dispares como Sant Vicen dels Horts, localidad muy próxima a Barcelona.

## Hábitat
Prenanthes purpurea pertenece a las comunidades de megaforbios pioneros de claros acidófilos, meso-eutrófilos dentro de la asociación del Epilobietea angustifolii Tüxen & Preising in Tüxen 1950 (Prenanthion purpureae Julve 1993).
Cuadro 1. Óptimo ecológico de Prenanthes purpurea
```
Climatología
-----------------
Lum.      5
Hum. atm. 7
Temp.     3
Cont.     5 

Edafología
-----------------
pH        4
Hum. eda. 4     
Text. sol 3
Sal.      1
Mat. org. 5
```

Fuente:
El Atlas de las Flora del Pirineo Aragonés (AFPAII:361) al igual que Asturnatura coincide en ubicarla en claros sobre suelo humífero, muchas veces acidificado y rara vez sobre rellanos sombríos de roquedo pero desde el punto de vista de la fitosociología la sitúa en el domino de Vaccinio-Pinetea y el Adenostyletalia(?).

## Etimología
Del griego prēné[ē]s = inclinado hacia delante, colgante, y gr. ánthos = flor; alusión a las cabezuelas cabizbajas de estas plantas. Nombre acuñado por Sébastien Vaillant, y adoptado en 1721 -Mémoires... de l'Académie Royal des Sciences... de l'Année MDCCXXI, págs. 195-196 (París, 1723)-para un nuevo género con cinco especies desgajado de Chondrilla Tourn.; el género fue aceptado luego por Linneo a partir de 1737 -Genera plantarum, Viridarium cliffortianum, Hortus cliffortianus, etc.<ref>Asturnatura Especie tipo: Prenanthes purpurea L.